# Resolutie 2215 Veiligheidsraad Verenigde Naties
Resolutie 2215 van de Veiligheidsraad van de Verenigde Naties werd unaniem door de VN-Veiligheidsraad aangenomen op 2 april 2015. De resolutie stemde in met het voorstel van secretaris-generaal Ban Ki-moon om de gefaseerde terugtrekking van de UNMIL-vredesmacht in Liberia te hervatten.

## Achtergrond
Na de hoogdagen onder het decennialange bestuur van William Tubman, die in 1971 overleed, greep Samuel Doe de macht. Zijn dictatoriale regime ontwrichtte de economie en er ontstonden rebellengroepen tegen zijn bewind, waaronder die van de latere president Charles Taylor. In 1989 leidde de situatie tot een burgeroorlog waarin de president vermoord werd. De oorlog bleef nog doorgaan tot 1996. Bij de verkiezingen in 1997 werd Charles Taylor verkozen en in 1999 ontstond opnieuw een burgeroorlog toen hem vijandige rebellengroepen delen van het land overnamen. Pas in 2003 kwam er een staakt-het-vuren en werden VN-troepen gestuurd. Taylor ging in ballingschap en de regering van zijn opvolger werd al snel vervangen door een overgangsregering. In 2005 volgden opnieuw verkiezingen en werd Ellen Johnson Sirleaf de nieuwe president. In 2011 werd ze herkozen voor een tweede ambtstermijn. In 2014 brak in West-Afrika een ebola-epidemie uit die ook Liberia trof.

## Inhoud
Liberia, internationale organisaties en de lidstaten hadden goed werk geleverd om de ebola-uitbraak te bestrijden.
In 2012 was beslist dat de UNMIL-vredesmacht in Liberia tussen augustus 2012 en juli 2015 zou worden ingekrompen. Naar aanleiding van de ebola-uitbraak was die gefaseerde terugtrekking in september 2014 tot nader order uitgesteld. Begin 2015 was de epidemie onder controle en beval secretaris-generaal Ban Ki-moon aan de terugtrekking te hervatten.
De Veiligheidsraad stemde hiermee in en stond toe dat de derde terugtrekkingsfase zou beginnen. Daarbij moest het maximaal aantal militairen tegen september 2015 worden teruggebracht tot 3590 en het maximaal aantal politiemanschappen tot 1515. De opdracht om Liberia te helpen met de organisatie van senaatsverkiezingen werd geschrapt — deze waren op 20 december 2014 gehouden. Verwacht werd dat Liberia tegen 30 juni 2016 de verantwoordelijkheid voor de veiligheid geheel zou overnemen.

## Verwante resoluties
- Resolutie 2188 Veiligheidsraad Verenigde Naties (2014)
- Resolutie 2190 Veiligheidsraad Verenigde Naties (2014)
- Resolutie 2237 Veiligheidsraad Verenigde Naties
- Resolutie 2239 Veiligheidsraad Verenigde Naties

Lijst ·  2196 ·  2197 ·  2198 ·  2199 ·  2200 ·  2201 ·  2202 ·  2203 ·  2204 ·  2205 ·  2206 ·  2207 ·  2208 ·  2209 ·  2210 ·  2211 ·  2212 ·  2213 ·  2214 ·  2215 ·  2216 ·  2217 ·  2218 ·  2219 ·  2220 ·  2221 ·  2222 ·  2223 ·  2224 ·  2225 ·  2226 ·  2227 ·  2228 ·  2229 ·  2230 ·  2231 ·  2232 ·  2233 ·  2234 ·  2235 ·  2236 ·  2237 ·  2238 ·  2239 ·  2240 ·  2241 ·  2242 ·  2243 ·  2244 ·  2245 ·  2246 ·  2247 ·  2248 ·  2249 ·  2250 ·  2251 ·  2252 ·  2253 ·  2254 ·  2255 ·  2256 ·  2257 ·  2258 ·  2259